# オールナイトニッポンスーパーマリオブラザーズ
『オールナイトニッポン スーパーマリオブラザーズ』（オールナイトニッポン SUPER MARIO BROS.）は、任天堂が開発し、ニッポン放送により限定配布および販売されたファミリーコンピュータディスクシステム用ゲームソフトである。

## 概要
1987年の『オールナイトニッポン』放送開始20周年に先駈けて、1986年12月に限定生産された記念ソフト。同年のパーソナリティだった小峯隆生や小泉今日子（ファミバカコーナー）、ABブラザーズ（ファミコンニューウェーブ）などが担当する番組内で、ファミコン関連のコーナーが盛り上がったことが製作のきっかけとなり、前年に発売され社会現象を巻き起こしていた『スーパーマリオブラザーズ』と、不動の人気を誇っていた深夜放送『オールナイトニッポン』が融合。ニッポン放送と任天堂という、当時としては異色のコラボレーションにより、製作・完成にいたった。
同番組のリスナーに対し抽選でプレゼントされた。

## 『スーパーマリオブラザーズ』との相違点
ゲームシステム
ベースとなるのは『スーパーマリオブラザーズ』だが、システムの一部が『スーパーマリオブラザーズ2』に準じた内容となっている。2人交替プレイはなく、1人プレイ専用で、プレイヤーキャラとしてキャラクター性能の異なるマリオとルイージが選択可能。コンティニュープレイも用意された（再開はワールドのコース1から）。8-4など、ワールドの一部が『スーパーマリオブラザーズ2』のものと差し替えられていて、難易度が格段に上がっている。また、『スーパーマリオブラザーズ』と同じ構成のコースでも、アイテムの位置や内容が変わっている場所がある。ゲームクリアすると、タイトルロゴの横に★マークがつき、これが8個以上になった状態でAボタンを押しながらゲームをスタートすることで、『スーパーマリオブラザーズ2』同様にワールドA〜Dをプレイできる。
背景
背景は『スーパーマリオブラザーズ2』に準じ、樹木や雲に目や口が描かれ、コースの地面はゴツゴツとした本作独自の表現がなされている。ラジオ番組を意識したマイクが置かれているのも本作だけの特徴。深夜放送をイメージしてか、ワールド1は『スーパーマリオブラザーズ』のワールド3と同じ夜の背景となっている。また、ゴールにたどり着いたときに出る砦の旗には、フジサンケイグループの目玉マークが描かれている。なお、レンガブロックおよび城のグラフィックは『スーパーマリオブラザーズ2』ではなく『スーパーマリオブラザーズ』のものとなっている。
アイテム
コースの各所で出現するスーパースターが、当時のニッポン放送の人気番組『三宅裕司のヤングパラダイス』で話題となった神秘のアイテム「ヒランヤ（六芒星）」になっている。さらに各ワールドのコース4の最後にいるクッパの後方にある金の斧が、目玉マークの形のアイテムになっている。
キャラクター
本作の最大の特徴は、各ワールドのコース4に捕らえられたキノピオが、当時の番組1部枠の担当パーソナリティの姿になっている点。
- ワールド1：月曜日担当の「みゆき」（中島みゆき）
- ワールド2：火曜日担当の「たかあき」（とんねるずの石橋貴明）
- ワールド3：同火曜日担当の「のりたけ」（とんねるずの木梨憲武）
- ワールド4：水曜日担当の「KYON2」（小泉今日子）
- ワールド5：木曜日担当の「たけし」（ビートたけし）
- ワールド6：土曜日担当の「まっちゃん」（ABブラザーズ（当時）の松野大介）
- ワールド7：同土曜日担当の「ひでちゃん」（ABブラザーズの中山秀征）

金曜日担当のサンプラザ中野は、クリボーに代わる「オカピー」、パックンフラワーに代わる「パックンオカピー」として登場している。なお、一部に伝わっている「オカピー」のモデルがタモリというのは間違いである（後述エピソード参考、タモリは『オールナイトニッポン』のパーソナリティーを務めているが、本作の開発当初より前の1983年に降板している）。そのほかの敵キャラクターに変更はないが、8-4に捕らえられたピーチ姫は、日本髪に着物姿でマリオの前に現れる。
設定
ストーリーや設定は『スーパーマリオブラザーズ』とほぼ同じだが、舞台はキノコ王国に変わって「ビバ王国」（当時の番組のサブタイトル「ビバヤング」より）、ピーチ姫はそのビバ王国の姫という設定。ほかのパーソナリティがクッパたちに捕らえられてしまう中、サンプラザ中野は番組コーナーの「幻の商売繁盛」への投稿に紛れ込んだクッパの手紙にだまされて、クッパのところへ出かけたところを「オカピー」に変えられてしまったという設定となっている。

## エピソード
- 発売当初は紹介する媒体も少なく、『オールナイトニッポン』を熱心に聞いていたゲームファン以外にその存在は知られることはほとんどなかった。現在では幻のソフトとしてコレクターの間では有名になっている。
- 当初は記念品としてプレゼント限定の3000本のみの予定であったが、あまりにも反響が大きかった為に2回ほどニッポン放送で直販売という形で数量限定3500円で販売された。
- 入手困難なうえ、媒体のディスクカードは複製が容易なため、コピー品が多く出回っている。正規品か否かをゲームを見て判断するのは難しい。ディスクケースのラベルとマニュアル、ディスクカードに貼られたラベルシールのみが正規品の証となっていたが、近年はそれらのラベル類も複製したコピー品が出回っているため、オークション等で購入する際には注意が必要である。
- 当時の『オールナイトニッポン』と『スーパーマリオブラザーズ』のつながりは深く、本作が発売される少し前の1986年4月5日には『小峯隆生のオールナイトニッポン』から、『マリオの大冒険』なるゲーム攻略ビデオがポニーキャニオンより発売されている。これは1985年から水曜1部担当のパーソナリティだった小峯隆生と同番組のスタッフが、ワールド8-4のピーチ姫見たさにリスナー協力のもと製作された、ラジオ界初の市販ビデオだった。同ビデオ内で歌手プリンセス・ピーチが歌う『GoGoマリオ!!』は、『スーパーマリオブラザーズ』の地上BGM・水中BGMに歌詞をつけたもの[1]で、同番組のノベルティとしてミュージックテープが配布されたのち、ポニーキャニオンから正式発売された（本人歌唱ではないが、2003年に任天堂が開催したコンサート「マリオ&ゼルダ ビッグバンドライブ」で"聖子"という歌手による歌唱で披露された。後に発売された、コンサートの楽曲を収録したCDにも収録されている）。小峯はこの『オールナイトニッポン スーパーマリオブラザーズ』の発売の前に番組を降板。ゲームには後任の小泉今日子が登場することとなった。
- 当時、小泉のオールナイトニッポン内のゲーム紹介コーナーの「ファミバカコーナー」では、本作の発表後に番組内で小泉の出る4-4のクリアを目指して挑戦プレイされた。しかし当コーナーが番組の終盤付近に放送だったことと、生放送という一発勝負だったことから、番組終了のギリギリまで粘ったものの4-4のクリアはならず、ゲーム内の小泉は出すことができずに放送は終了した。挑戦したプレイヤーは、当時このコーナーを担当していた、現株式会社ゲームフリーク代表取締役社長にして、「ポケットモンスター」原作者の田尻智である。
- サンプラザ中野をモデルにした「オカピー」と「パックンオカピー」の名称は、中野の当時の口癖の「おかP（おかしいの意）」と、『サンプラザ中野のオールナイトニッポン』からリリースされた曲『ちゃんちゃらおかP音頭』に由来する。中野は当時の放送で、自分だけが敵キャラクター扱いなのを、笑いながらも不服としていた。
- ニッポン放送『中島みゆきのオールナイトニッポン』（1986年12月15日(月)25:00〜27:00放送）にて「ファミコン・ディスクゲーム『スーパーマリオブラザーズ』の販売方法」を告知。【配布価格】3,000円（ディスク：2,600円 / 送料：400円）【入手方法】往復ハガキに住所・氏名・電話番号（1986年12月20日消印有効）中島みゆき曰く「このお送り頂いた中から、2,000名様、抽選させていただくと...ちなみに、これで ニッポン放送、採算度外視なんだってね。これでやると。ホントかね？ホントかね？...元値30円ぐらいで出来るんじゃないの？（笑）」[2]
- ニッポン放送『とんねるずのオールナイトニッポン』（1986年12月16日(火)25:00〜27:00放送）にて以下告知

木梨：「オールナイトニッポンのなんとですね、これ、えー、パーソナリティーが登場するスーパーマリオのですね、このディスクが出来たと。これ聞いてました？これ」
石橋：「聞いてません」
木梨：「ね。出来たんだね。まぁ、これオールナイトニッポン、出来たからしょうがなくって」
石橋：「これパブリシティどこがやんの？」
木梨：「これは・・・」
石橋：「ニッポン放送？」
木梨：「わかんない。このディスクが欲しいヤツはですね、往復はがきに住所氏名年齢電話番号と、「オールナイトニッポン スーパーマリオ希望」と書いてニッポン放送ミュージックセンター、スーパーマリオ係まで、12月20日消印までが有効ですからね。当選者は返信ハガキが届き次第、現金書留で2600円と送り賃400円を送って頂きたい。まぁ、これ12月20日よりですね、ニッポン放送のミュージックセンターで窓口でも売っているということなんで。ほぉーこれ、色んな皆さんやっぱこんなパーソナリティー全員が入ってるこのスーパーマリオブラザーズ。」